# Yukarıçatma, Serik
Yukarıçatma là một xã thuộc huyện Serik, tỉnh Antalya, Thổ Nhĩ Kỳ. Dân số thời điểm năm 2011 là 206 người.